# Baissoptera pulchra
Baissoptera pulchra là một loài côn trùng trong họ Baissopteridae thuộc bộ Raphidioptera. Loài này được Martins-Neto & Nel miêu tả năm 1993.